# Jane Naana Opoku-Agyemang
Jane Naana Opoku-Agyemang (de soltera Sam; Cape Coast, 22 de noviembre de 1951) es una académica y política ghanesa. Es la vicepresidenta de Ghana desde el 7 de enero de 2025 y es la primera mujer en ocupar dicha posición. 
Profesora titular de literatura, anteriormente se desempeñó como Ministra de Educación desde febrero de 2013 hasta enero de 2017, también fue la primera vicerrectora de una universidad estatal en Ghana cuando asumió el cargo de vicerrectora de la Universidad de Cape Coast. Actualmente se desempeña como rectora de la Universidad de Mujeres de África.
En las elecciones presidenciales de Ghana de diciembre de 2020, se asoció con John Mahama como compañera de fórmula en la lista del partido NDC. Mahama hizo una declaración oficial de Opoku-Agyeman como su compañera de fórmula el 6 de julio de 2020.

## Primeros años y educación
Opoku-Agyemang nació el 22 de noviembre de 1951 en Cape Coast, Ghana, como Jane Naana Sam. Asistió a la Escuela Secundaria Anglicana para Niñas en Koforidua y a la Escuela Presbiterial para Niñas de Aburi. Luego realizó su educación secundaria en la Wesley Girls High School en Cape Coast de 1964 a 1971. Completó su licenciatura en Educación. (Hons) en inglés y francés en la Universidad de Cape Coast en 1977. Obtuvo un Diploma en Estudios Avanzados en Francés de la Universidad de Dakar y obtuvo su maestría y doctorado de la Universidad York en Toronto, Ontario, Canadá en 1980 y 1986 respectivamente.

## Vida personal
Opoku Agyemang es cristiana, practica la religión metodista.
Tiene tres hijos y dos nietos.